# Chapelle Saint-Roch d'Urtière
Pour les articles homonymes, voir Saint Roch.
La chapelle Saint-Roch (d'Urtière) est un petit édifice religieux catholique sis à Urtière dans le département français du Doubs, en France. Datant de la première moitié du XVIIe siècle la chapelle est classée et se trouve sur la liste des 'monuments historiques'. 

## Histoire
Construite dans un ancien cimetière de pestiférés, la chapelle date de 1636, comme en fait foi ce qui est inscrit sur le linteau de la porte d'entrée, par Guillaume et Etienne Borne en hommage et souvenir de leur père, Pierre Borne, décédé un an plus tôt et qui y est inhumé. En 1687, est érigée en face de la chapelle une croix torsadée, typique de la Contre-Réforme.
Au XIXe siècle, un clocher est ajouté à l'édifice. La chapelle, son enclos et la croix monumentale font l’objet d’une inscription au titre des monuments historiques depuis le 6 avril 1994.

## Localisation
La chapelle est située un peu à l'écart du minuscule village d'Urtière (8 habitants en 2011) dans une clairière au milieu d'un bois, sur l'emplacement d'un ancien cimetière de victimes de la peste, dit le cimetière des bossus.
L'église se trouve sur la paroisse de Maîche du diocèse de Besançon.

## Architecture
L'enclos de la chapelle est entouré d'un muret de pierres. Faisant face à la porte d'entrée, une croix monumentale torsadée fut érigée en 1687. La chapelle est de plan carré et de dimensions modestes. Une dédicace avec le millésime de construction orne la porte d'entrée.
Le clocher, ajouté ultérieurement, possède un dôme galbé à l'impériale, typiquement comtois. Le clocher est également recouvert de tavaillons en bois permettant de protéger l'édifice des intempéries.

## Patrimoine
- La chapelle renferme le tombeau de Pierre Borne. Une pierre tombale finement sculptée le rappelle. Elle porte l'inscription[4] : "CI GIT PIERRE BORNE DURTIR DECEDE L'AN 1635 DIEU AIT SON AME".
- L'autel soutenu par deux colonnes torsadées en pierre, est surmonté d'un tableau de sainte Anne avec saint Roch. Sainte Anne, mère de la Vierge Marie, est la patronne du village d'Urtière[1].

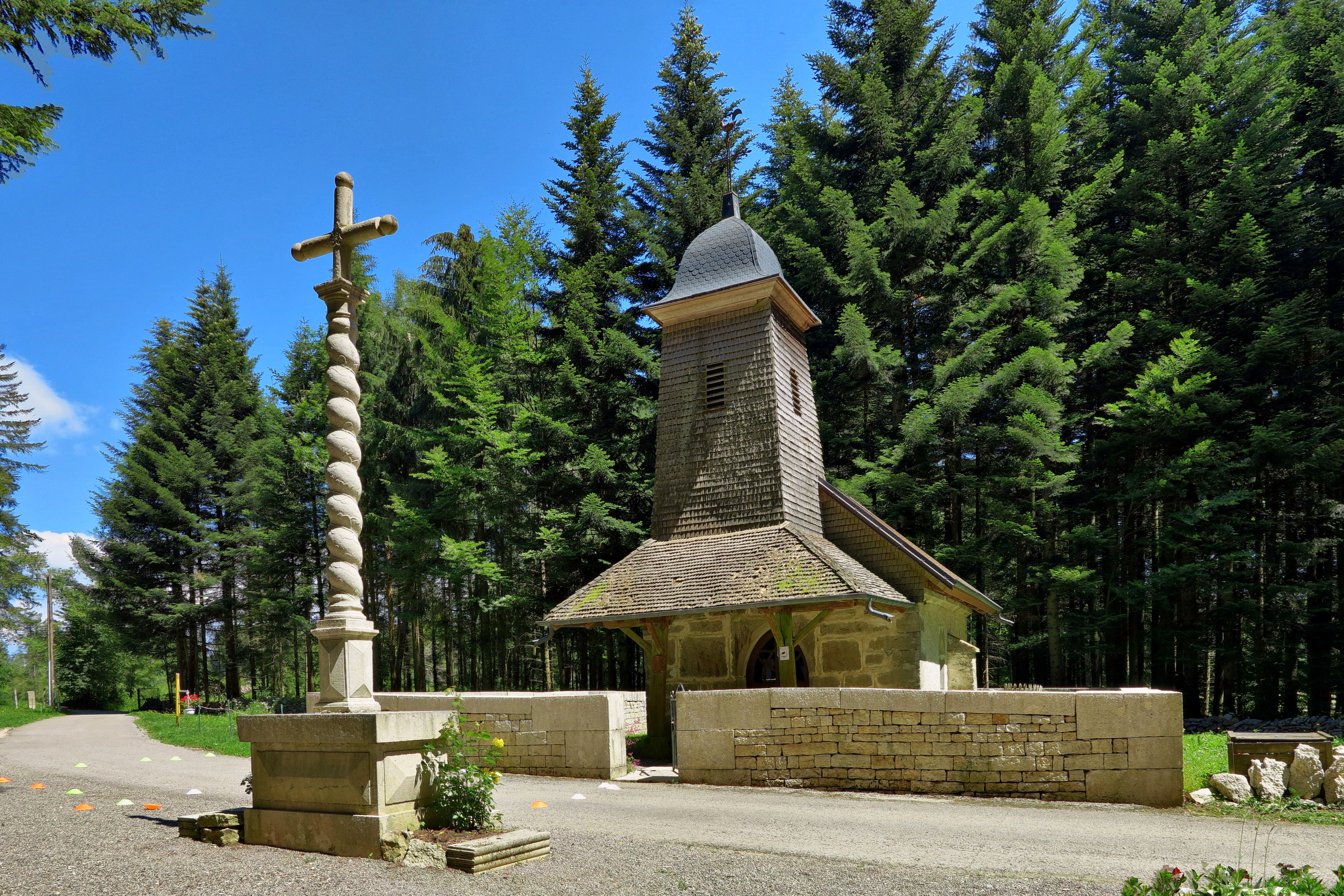
La chapelle Saint-Roch et la croix.
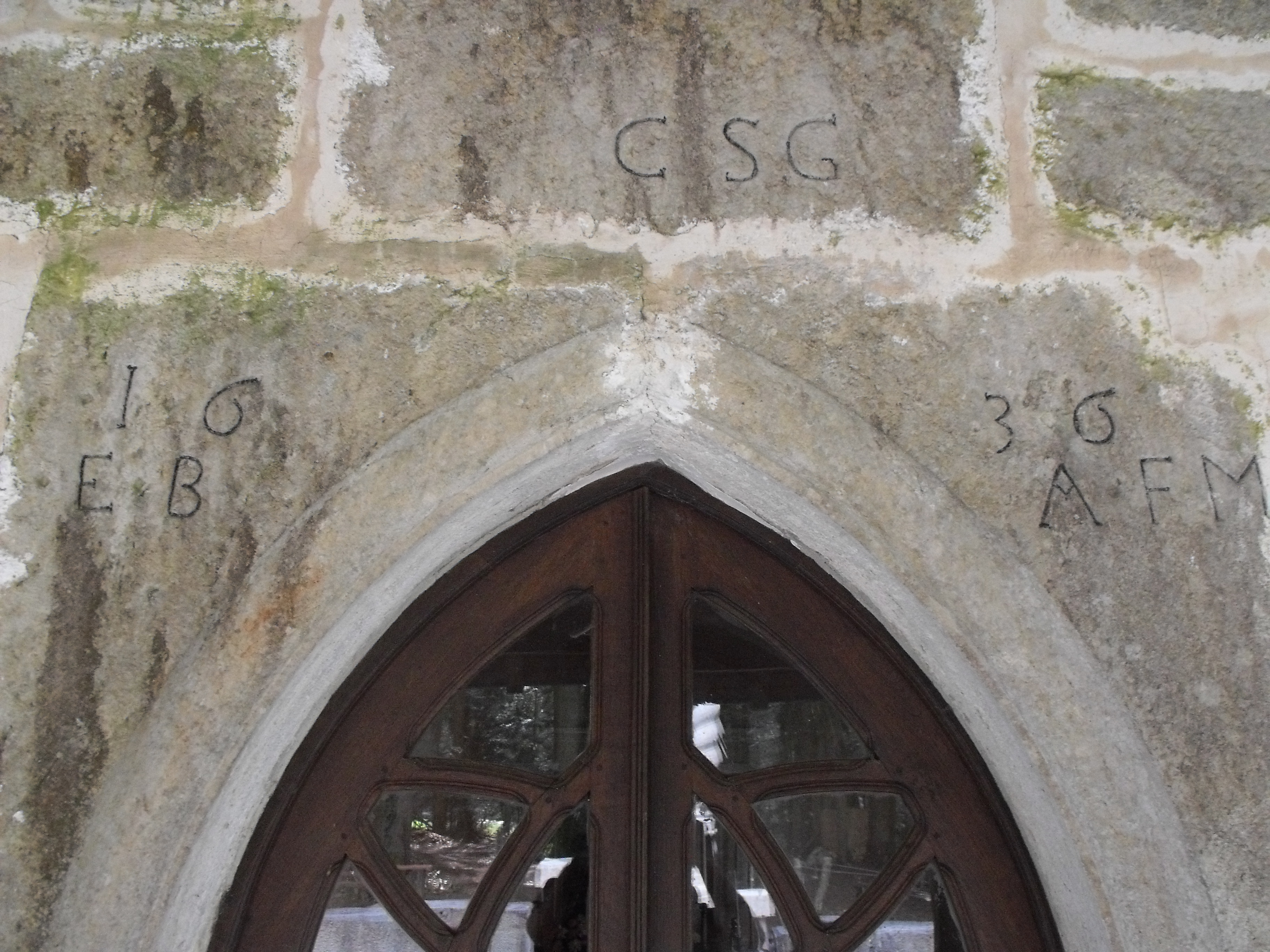
Date sur la porte d'entrée de la chapelle.
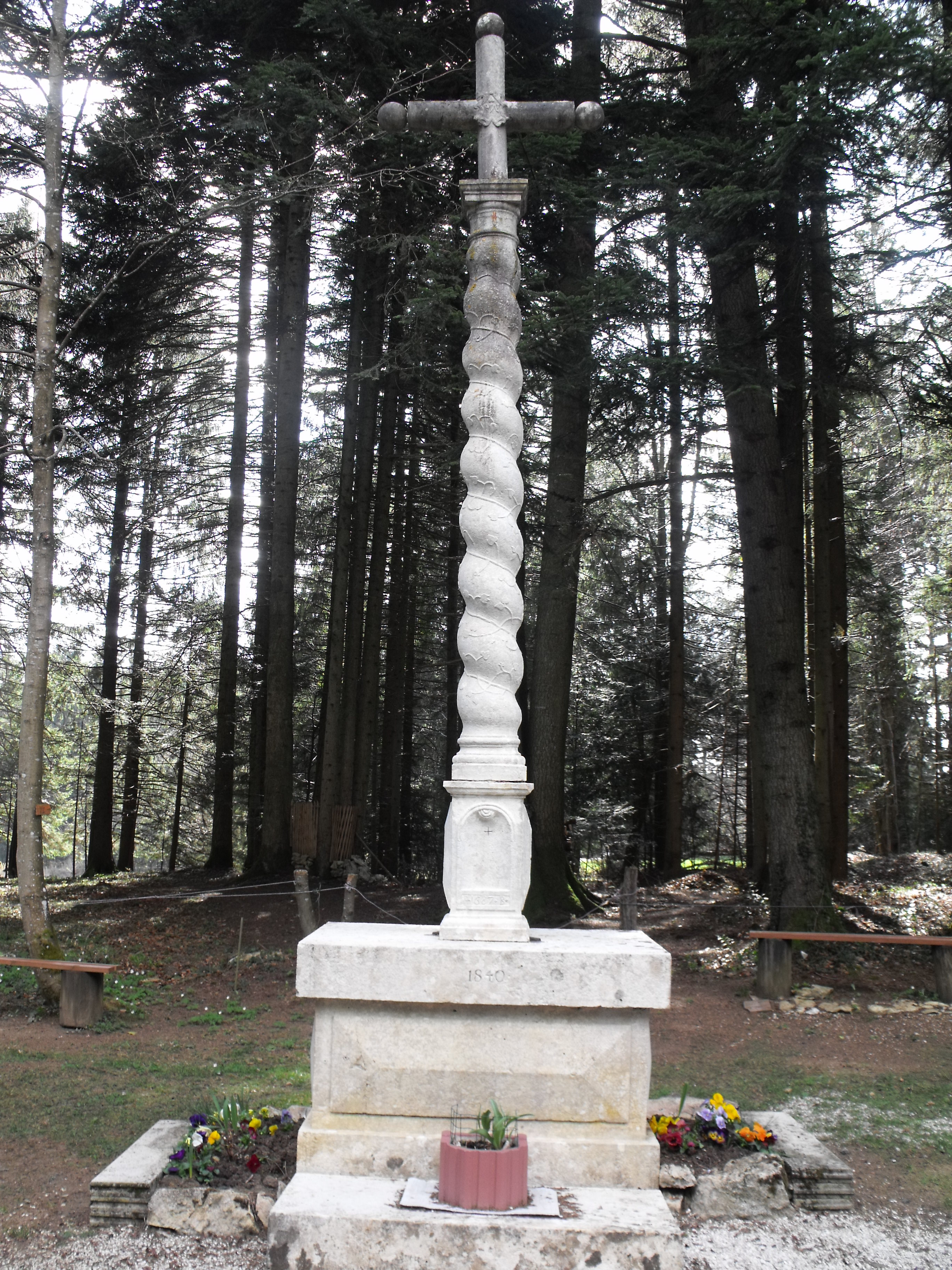
Croix torsadée.